# Düsseldorfer Karneval
Der Düsseldorfer Karneval ist die Düsseldorfer Variante der als Karneval, Fastnacht oder Fasching bezeichneten „fünften Jahreszeit“. Der Düsseldorfer Karneval beginnt am 11. November eines jeden Jahres mit dem symbolischen Erwachen des Hoppeditz und endet am Aschermittwoch des Folgejahres mit dessen Beerdigung. Überregionale Aufmerksamkeit findet die Fernsehübertragung des Rosenmontagszuges und die einer Karnevalssitzung.
Die Zeit des Karnevals wird als Session (dt. Aussprache) bezeichnet und markiert mit zahlreichen Sitzungen und Bällen einen Höhepunkt des gesellschaftlichen Lebens der Landeshauptstadt.

## Geschichte

### Die Anfänge des Düsseldorfer Karnevals

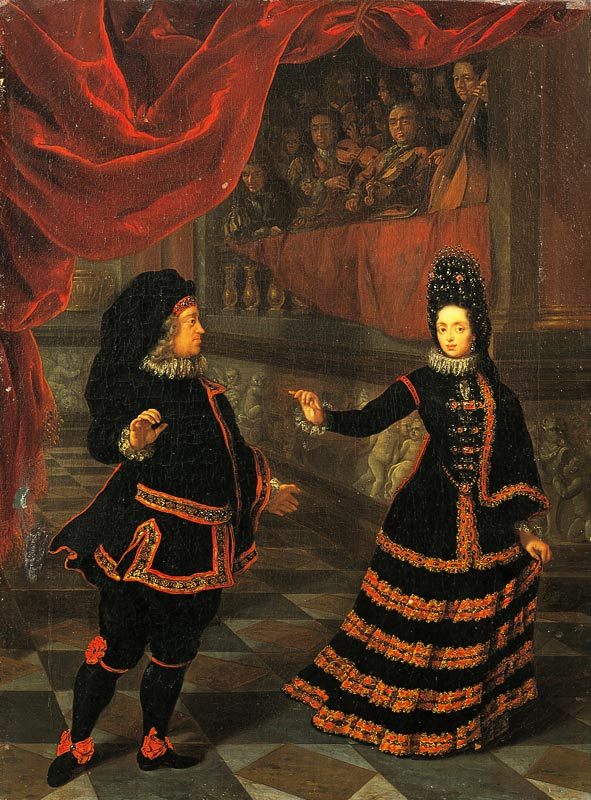
Kurfürstenpaar Jan Wellem und Anna Maria Luisa im spanischen Kostüm beim Maskenball, Gemälde von Jan Frans van Douven (1695)

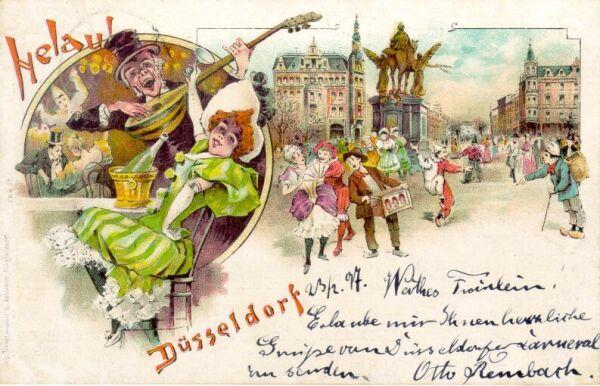
Karnevalstreiben auf der Alleestraße am Kaiser-Wilhelm-Denkmal, Postkarte (1897)

Bereits in der Antike gab es Feste, bei denen Verkleidung, vermehrter Alkoholkonsum oder Umzüge eine Rolle spielten. Ob Ursprünge des rheinischen Karnevals möglicherweise auf die römischen Saturnalien zurückgehen, die auch im damals römischen Rheinland gefeiert wurden, ist nicht zu belegen. Allerdings finden sich dort zahlreiche Elemente, die auch den heutigen Karneval noch prägen, so die Aufhebung der Standesunterschiede, der erhöhte Alkoholkonsum, die Lockerung der Moral und Umzüge in den Straßen.
Die Ursprünge des Düsseldorfer Karnevals sind nicht überliefert. Erstmals wurde 1360 über karnevalistische Feiern im Düsseldorfer Schloss anlässlich der Fastnacht berichtet. Dort traf sich der bergische und jülichsche Adel. Der Düsseldorfer Historiker Friedrich Lau geht davon aus, dass bereits im 15. Jahrhundert Karneval auch in bürgerlichen Kreisen gefeiert wurde. Im 16. Jahrhundert waren die Karnevalsfeiern im Düsseldorfer Brauchtum dermaßen verankert, dass man den Kranken im Siechenhaus einen Zuschuss zum „vastelavent“ zukommen ließ. Während am Düsseldorfer Hof, insbesondere zur Zeit des Kurfürsten Jan Wellem, Maskenbälle nach venezianischem Vorbild gefeiert wurden, waren die Feiern der Untertanen, insbesondere der unteren sozialen Schichten, eher lärmender Natur. Nach einer Beschreibung des Düsseldorfer Regiolektdichters Hans Müller-Schlösser empfanden viele Düsseldorfer Bürger den Karneval zu Beginn des 19. Jahrhunderts als vulgär und laut. In seiner damaligen Ausprägung war der Karneval auch der Obrigkeit suspekt. Aufgrund der noch von König Maximilian I. erlassenen Karnevalsordnung von 1806 mussten die Narren eine „Polizeikarte“ erwerben, um sich in der Öffentlichkeit verkleidet oder maskiert aufhalten zu dürfen. Unter der französischen Herrschaft wurde der Karneval weitgehend in geschlossene Räume verbannt.
Nach Ende der Franzosenzeit, nunmehr unter preußischer Herrschaft im Rheinland, verlagerten sich die Belustigungen zum Karneval auch wieder auf die öffentlichen Straßen und Plätze in der Stadt. Veranstaltungen für den Karneval wurden an den Tagen von Sonntag bis Dienstag abgehalten. Diese fielen beispielsweise 1825 auf den 13. bis 15. Februar. In dieser Zeit wurden Maskenbälle in öffentlichen Einrichtungen und Veranstaltungen in Gaststätten mit musikalischer Unterhaltung abgehalten. Einer der Höhepunkte waren die öffentlichen Belustigungen am Dienstag auf dem Carlsplatz. Polizeiliche Vorgaben hinsichtlich Wagen- und Reitverkehr waren speziell für diesen Dienstag zu beachten. Gleichfalls im Jahre 1825 bildete sich in Anlehnung an das 1823 gegründete Festkomitee Kölner Karneval auch in Düsseldorf ein „Carnevals-Comité“, Vorläufer des heutigen Comitee Düsseldorfer Carneval. Getragen wurde das festordnende „Comité“ von angesehenen Bürgern der Stadt, darunter zahlreichen Künstlern, mit dem Ziel, dem Karneval eine geordnete Struktur zu geben und auch für die besseren Kreise attraktiv zu machen.
Die älteste Karnevalsgesellschaft Düsseldorfs ist der Carnevalsverein pro 1829, der sich später in Allgemeiner Verein der Carnevals-Freunde umbenannte. Diese Gesellschaft wurde am 8. Februar 1829 im Hofgartenhaus aus einer seit 1826 lose tagenden, ausschließlich männlichen Vereinigung gegründet.
Seit seiner Gründung wurde der Verein von den Behörden aus politischen Gründen mehrmals verboten. 1844 ließ der Regierungspräsident Düsseldorf Adolph von Spiegel-Borlinghausen den Verein sogar auflösen. Nachdem der wieder zugelassene Verein 1846 begonnen hatte, künstlerisch gestaltete Ehrenurkunden zur Ernennung von Ehrenmitgliedern an liberale Persönlichkeiten zu versenden, unter anderem an Ernst Moritz Arndt und an Friedrich Christoph Dahlmann, forderte der preußische Innenminister Ernst von Bodelschwingh 1847 das erneute Verbot des Vereins, dessen Präsident in den Jahren 1846 und 1847 der Maler Adolph Schroedter war.

### Der moderne Karneval in Düsseldorf
Der Rosenmontagszug ist nach der Veranstaltung in Köln (circa 12.000 Teilnehmer / 1,5 Millionen Besucher im Jahr 2023) und Mainz (9200 Teilnehmer im Jahr 2020 / 600.000 Besucher 2023) der drittgrößte (5500 Teilnehmer / 600.000 Besucher im Jahr 2023) in Deutschland. Seine alljährliche Fernsehübertragung machte ihn bundesweit bekannt.
Zurückführen lässt sich der Düsseldorfer Karneval zumindest bis 1833. Nach einem Maskenspiel auf dem Burgplatz wurde abends, wie es heißt, die „Verlobung des Hanswursten unter Helau und Habuh mit Anna Dorothea Petronella Weichbusen“ gefeiert.
Der preußische König Friedrich Wilhelm III. hatte „Carnevals-Lustbarkeiten“ durch Kabinettsorder vom 31. Januar 1834 allgemein verbieten lassen. Im Karneval erblickte der Staat Preußen die Gefahr der „Beeinträchtigung der Moralität bei den die rohe Lust erzeugenden Tanzvergnügen vor allem bei der niederen Bevölkerungsklasse, der Vorschubleistung der Abhaltung von Trinkgelagen und dadurch hervorgerufenen leichtsinnigen Geldausgaben, die bis zur Armut führen und so den Wohlstand schmählern“. Eine Ausnahme war nur für diejenigen Städte der Rheinprovinz eröffnet, in denen sich Karnevalsveranstaltungen seit alters her fortgesetzt erhalten hatten. Auf dieser Grundlage stellte die Stadt Düsseldorf einen Antrag auf Durchführung eines Karnevalszuges, der 1834 zum ersten Mal mit offizieller Bewilligung durchgeführt werden durfte. Die ersten organisierten Karnevalsumzüge standen in ihrer Bedeutung jedoch noch lange hinter der Malkasten-Redoute zurück, dem seit Mitte des 19. Jahrhunderts veranstalteten Kostüm- und Maskenball des Künstlervereins Malkasten, der zu den überörtlich bekannten und gesellschaftlichen Höhepunkten des Düsseldorfer Karnevals gehörte.

### Museum und Geschäftsstelle
Seit 2005 befinden sich im Haus des Karnevals in Nachbarschaft zum Rathaus ein Museum und die Geschäftsstelle des Comitee Düsseldorfer Carneval.

Am Hoppeditzplätzken
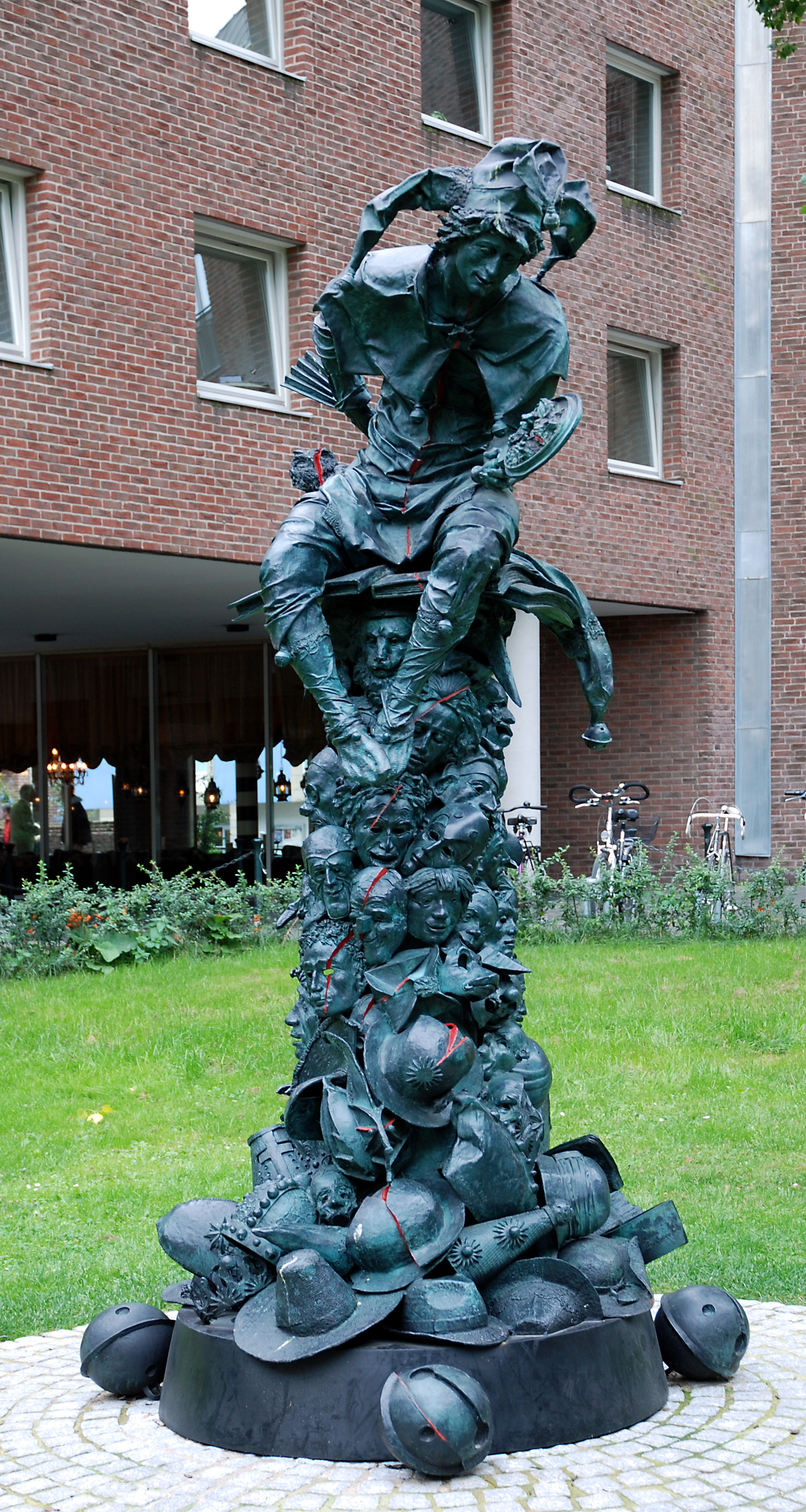
Hoppeditz-Statue
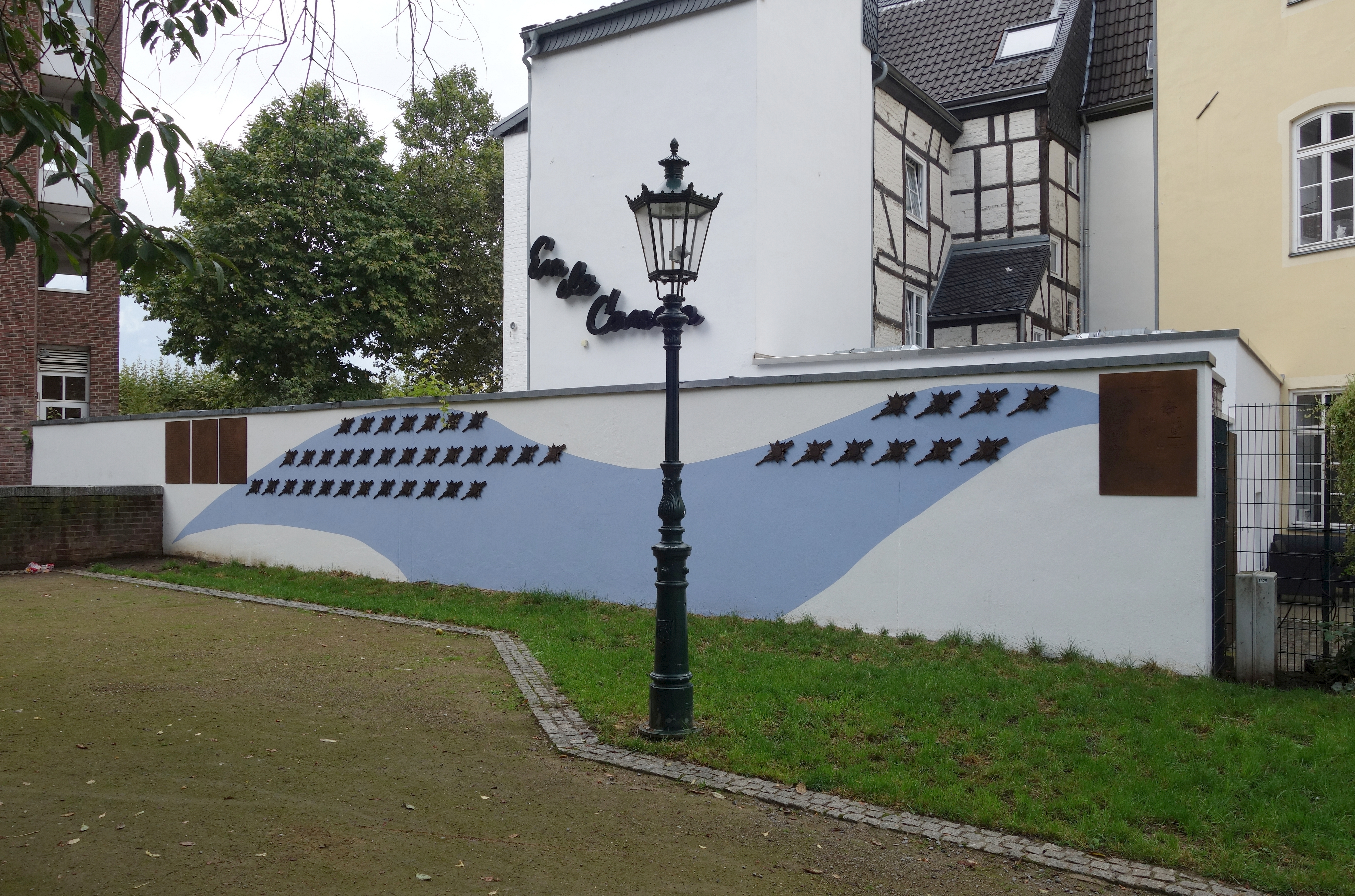
Närrische Ruhmesmeile
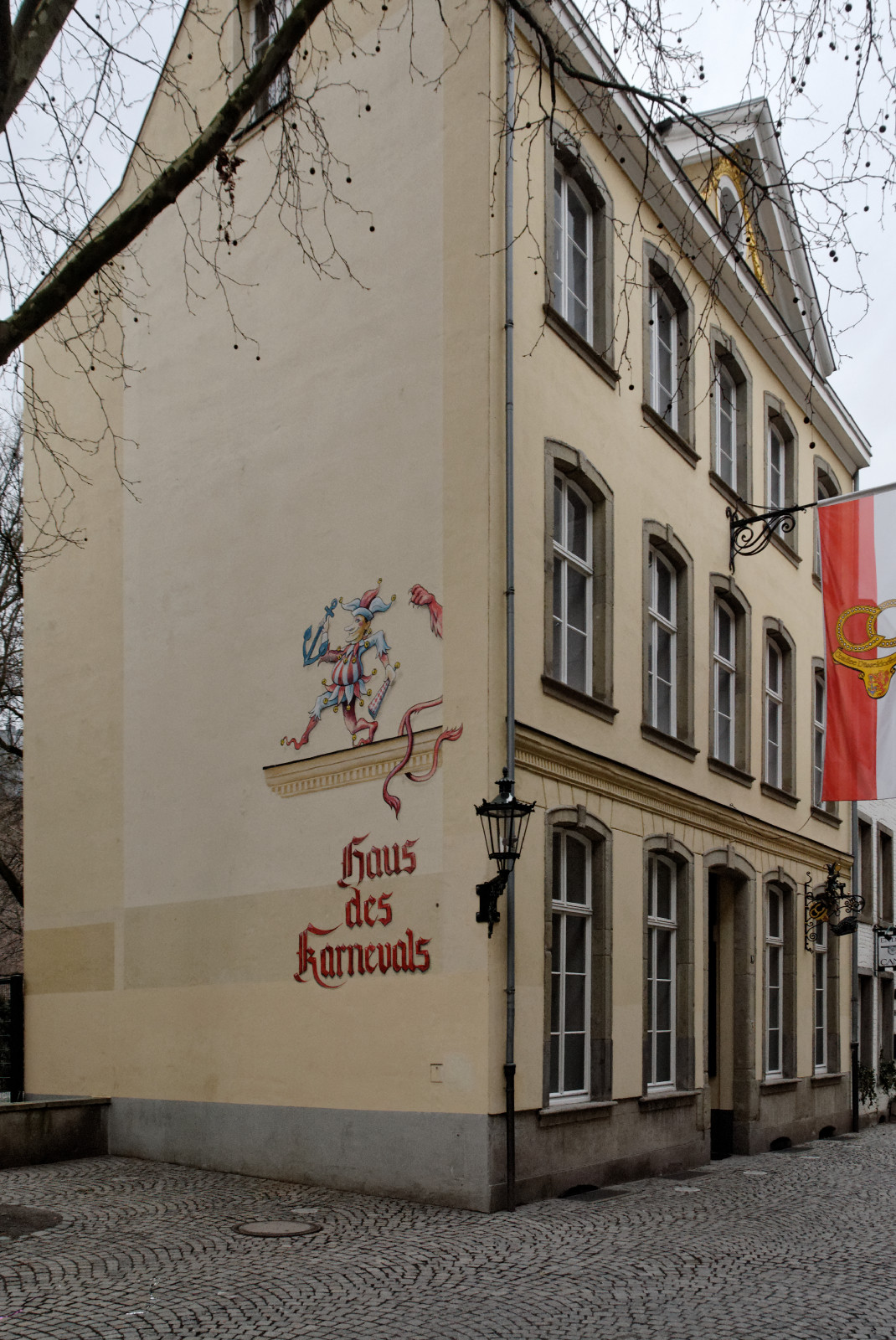
Haus des Karnevals

## Ausprägungen und Höhepunkte des Karnevals
Die Karnevalszeit beginnt jedes Jahr am 11. November. Am Martinstag erwacht genau um 11:11 Uhr der Hoppeditz. Er steigt aus einem großen Senftopf vor dem Jan-Wellem-Reiterdenkmal vor dem Rathaus und hält seine zugleich lustige und bissige „Eröffnungsrede“ zur neuen Session, auf die der jeweilige Oberbürgermeister antwortet.

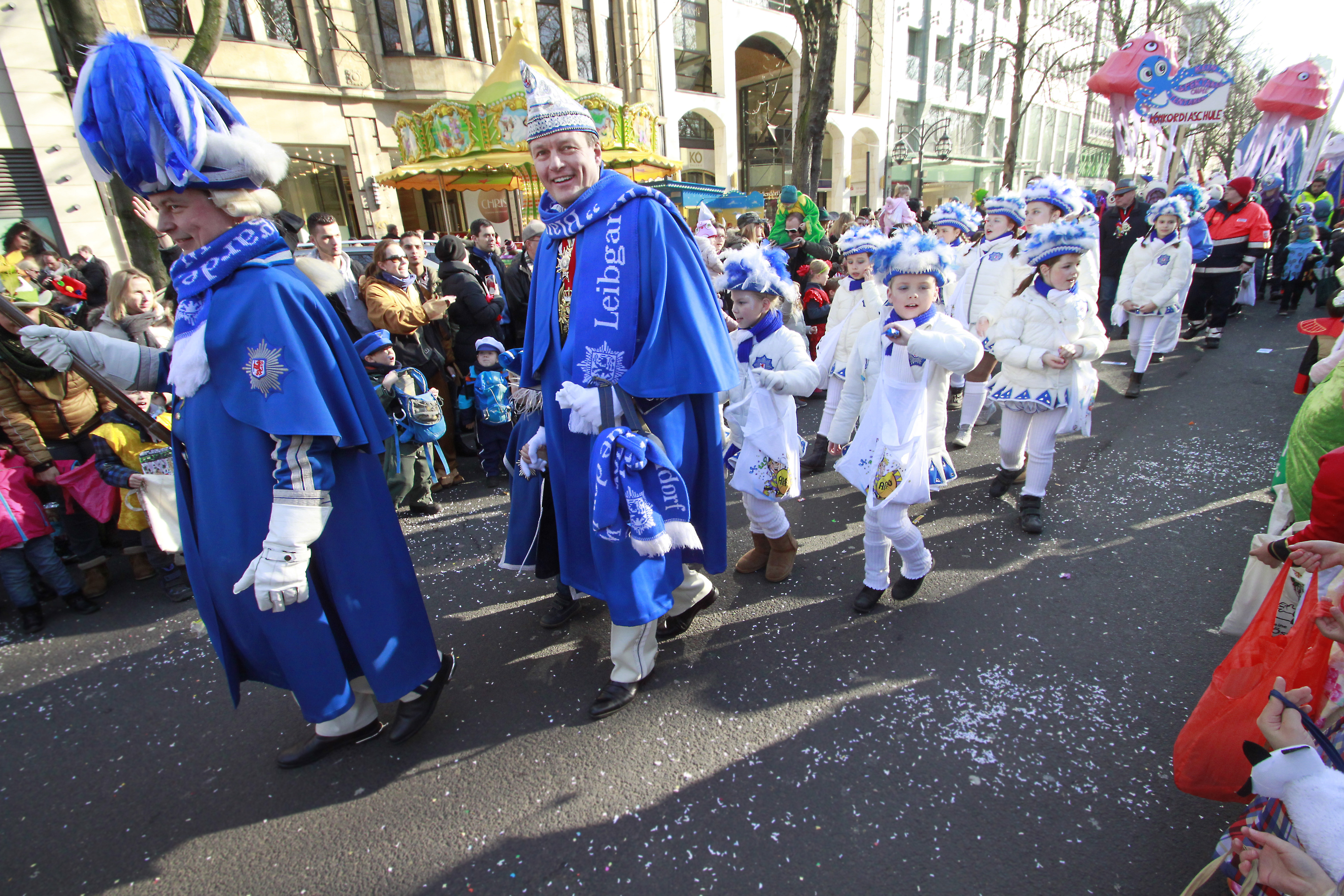
Kinderumzug am Karnevalssamstag: Prinzengarde Blau-Weiß und Konkordiaschule

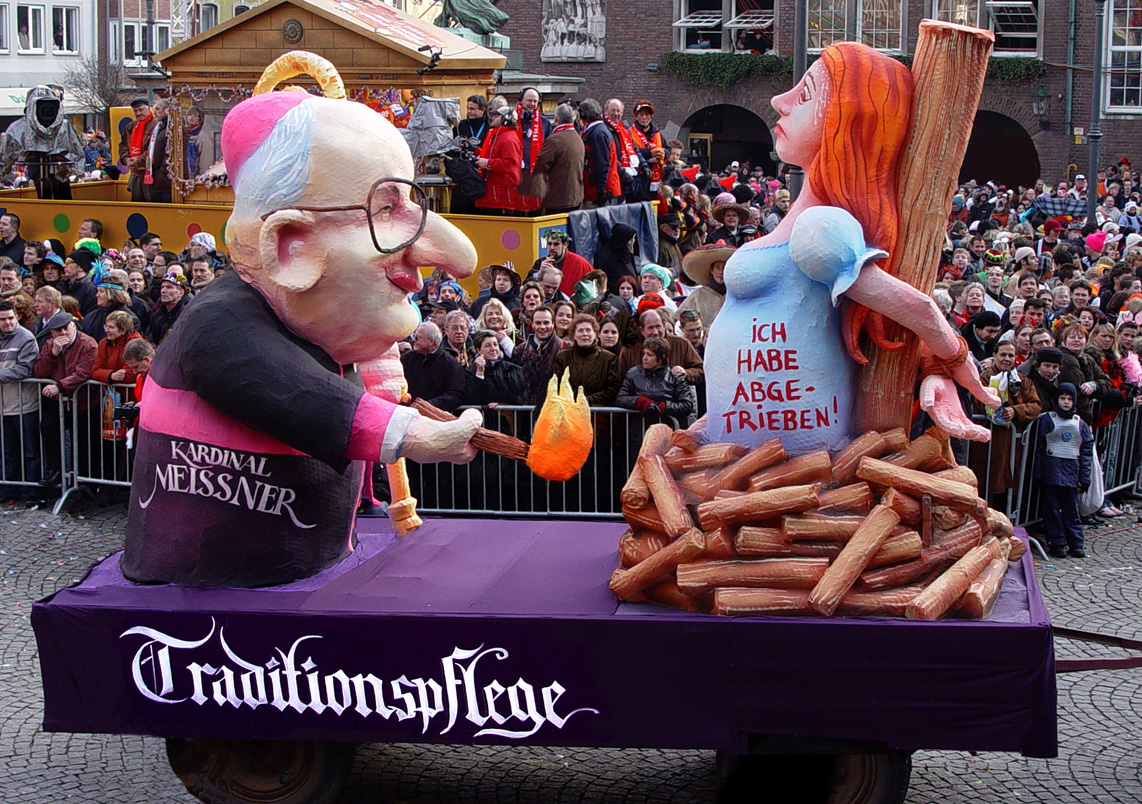
Von Jacques Tilly entworfener Motivwagen mit Kritik an Kardinal Meisners Dreikönigspredigt im Rosenmontagszug 2005

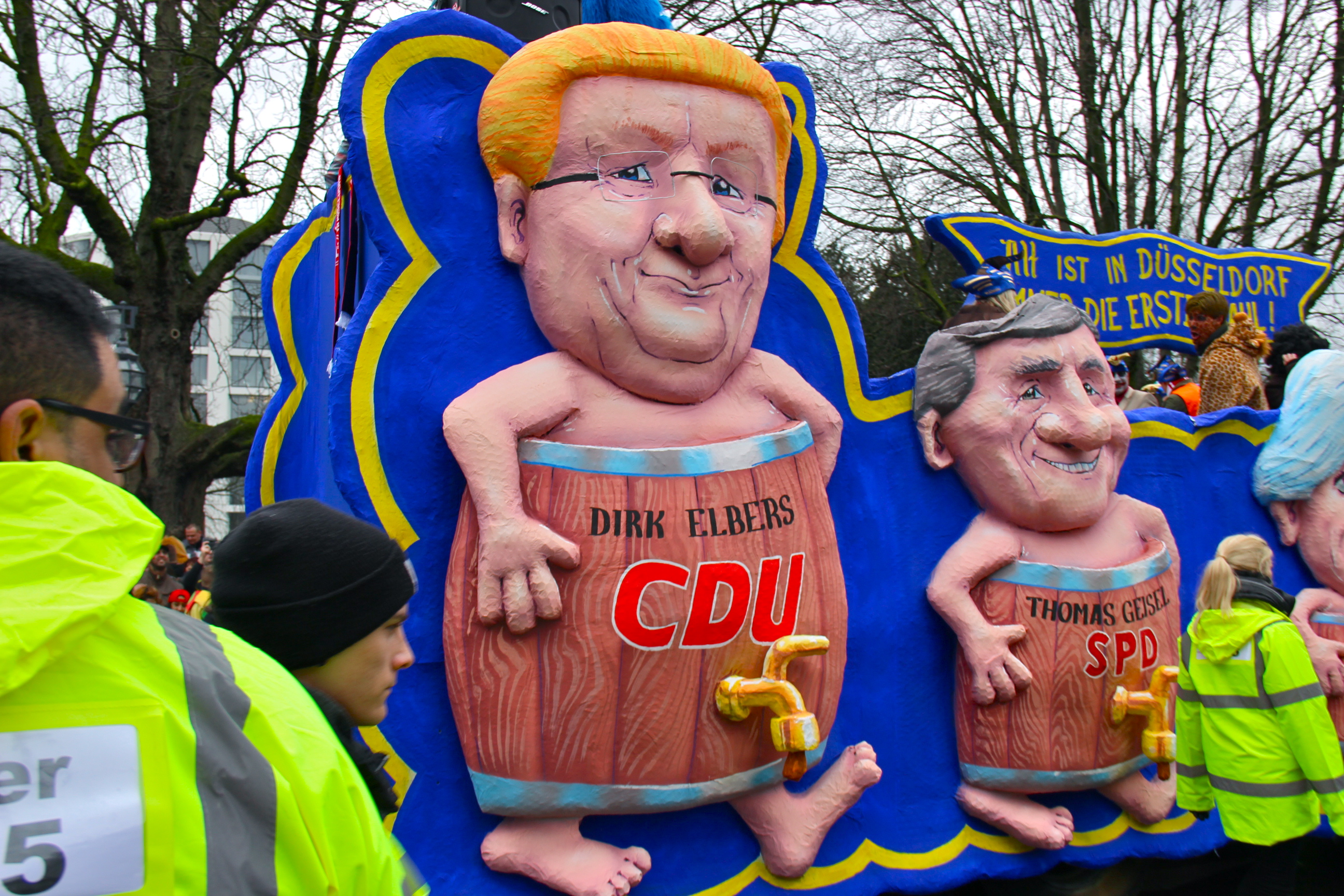
Der 2020 aus dem Amt geschiedene Düsseldorfer Oberbürgermeister Thomas Geisel und dessen Vorgänger Dirk Elbers – dargestellt im Rosenmontagszug 2014

Im neuen Jahr veranstalten zahlreiche Karnevalsvereine Kostümbälle und sogenannte Sitzungen, auf denen Büttenreden, Tänze unter anderem von Tanzgarden und Karnevalslieder dargeboten werden. Der Auftritt des Düsseldorfer Prinzenpaares (bestehend aus dem Prinzen mit seiner Dame Venetia) ist oft ein Höhepunkt solcher Sitzungen. Der Rosenmontag bildet heute den Höhepunkt des (vom Comitee Düsseldorfer Carneval und seinen angeschlossenen Vereinen) organisierten Karnevals. Dann rollen im Rosenmontagszug wieder über 60 Wagen an Hunderttausenden von feiernden Gästen vorbei und „versorgen“ sie mit vom Wagen geworfener „Kamelle“, in Düsseldorf eigentlich „Balkes“ genannte Bonbons oder andere Süßigkeiten sowie kleine Geschenke. Zahlreiche ehrenamtliche Helfer sind zuvor schon seit einigen Monaten mit dem Bau der Wagen, die meistens aktuelle Ereignisse karikieren, beschäftigt gewesen. Zahlreiche Kostüm- und Musikgruppen aus allen Teilen Deutschlands und benachbarter Länder ziehen im Rosenmontagszug mit und sorgen für Stimmung und Musik. In der Nachkriegszeit musste der Rosenmontagszug zweimal witterungsbedingt verschoben werden. 1990 wurde der Zug am 19. Mai nachgeholt, 2016 am 13. März. 1991 fiel der Zug mit Rücksicht auf den Dritten Golfkrieg ganz aus. 2018 nahm erstmals die Jüdische Gemeinde Düsseldorf mit einem Motivwagen zu Heinrich Heine am Rosenmontagszug teil.
Der Rosenmontagszug genießt durch die alljährliche bundesweite Liveübertragung im Fernsehen große Aufmerksamkeit. Zuletzt wurden zunehmend die von Jacques Tilly entworfenen politischen Karikaturwagen in den Vordergrund gerückt. Nachdem diese auch für internationale Verstimmung bei den dargestellten Personen sorgten, werden die Themen bis zum Zugbeginn geheim gehalten, so dass diese nicht schon im Vorfeld abgemahnt werden können. Insbesondere die Reaktionen des Kölner Erzbischofs Kardinal Joachim Meisner und die des türkischen Präsidenten Recep Tayyip Erdoğan fanden breite Beachtung in Presse und Politik.
Eine große Bedeutung hat in Düsseldorf der „unorganisierte“ Karneval. Weiberfastnacht und der Karnevalssonntag sind dort die Höhepunkte. Auf Weiberfastnacht stürmen die Frauen um 11:11 Uhr das Rathaus. Die berufstätigen Frauen feiern am Arbeitsplatz und begeben sich auf „Trophäen“-Jagd, die darin besteht, möglichst vielen männlichen Kollegen die Krawatte abzuschneiden. Am Karnevalssonntag treffen sich Hunderttausende aus Düsseldorf, dem Ruhrgebiet und dem Niederrhein auf der Königsallee und in der Altstadt, um gemeinsam Karneval zu feiern. Viele der Narren trifft man kostümiert und mit originell geschmückten Handwagen oder Fahrradaufbauten an, die in erster Linie als Stauraum für Proviant (Bier, Spirituosen, feste Nahrung) dienen.
Am Karnevalssamstag fand seit 1995 unter großer Anteilnahme der Besucher ein Tuntenlauf auf der Kö in Zusammenarbeit des Comitee Düsseldorfer Carneval mit Heartbreakers, dem Förderverein der Düsseldorfer Aidshilfe, statt. Aufgrund des Erfolges der Veranstaltung mit entsprechendem Besucherandrang wuchsen die Auflagen für die Sicherheit so stark, dass die Veranstaltung nicht mehr finanzierbar war und 2010 eingestellt werden musste. Unter Regie der KG Regenbogen findet seit 2011 die Nachfolgeveranstaltung unter dem Motto Tunte lauf! in festen Veranstaltungsorten statt, zuletzt in einer Discothek in Kö-Nähe.
Jüngeren Datums ist der Kinder- und Jugendumzug. Seit 2006 ziehen Kitas, Schulen und Vereine am Karnevalssamstag durch die Innenstadt. Für die phantasievollsten Ideen gibt es einen Preis.
In Anlehnung an die Veedelszöch im Kölner Karneval haben sich am Sonntag auch in einigen Düsseldorfer Stadtteilen kleinere Umzüge gebildet, die Veedelszooch (beachte die andere Schreibweise und Aussprache, siehe auch Benrather Linie) genannt werden. Die meisten Besucher zieht der seit 1976 stattfindende Gerresheimer Veedelszoch an. Eine weitaus längere Tradition hat dagegen das Tonnenrennen in Niederkassel, das erstmals 1887 stattfand. Weitere Veedelszooch finden in Angermund, Wittlaer, Lohausen, Eller, Mörsenbroich, Benrath, Reisholz und Itter statt. Die größeren Umzüge in Gerresheim, Niederkassel und Eller ziehen jeweils mehrere zehntausend Besucher an.
Eine besondere Situation findet sich im Unterbacher Karneval. Hier hat sich der schon vor der kommunalen Neugliederung 1975 bestehende vollkommen eigenständige Karneval mit Prinzenpaar und einem Umzug mit Einzugsbereich in die umliegenden Städte erhalten. Hier lag auch die Keimzelle der Düsseldorfer Regiolektbands „Halve Hahn“ und „Alt Schuss“. Letztere hatte mit „Die Sterne funkele“ ihren größten Hit, der ursprünglich im Jahre 1997 das Sessionsmotto im Unterbacher Karneval darstellte.
Sein Ende findet das fröhliche Treiben am Aschermittwoch mit der Einäscherung des Hoppeditz unter großem Wehklagen der Möhnen im Garten des Düsseldorfer Stadtmuseums.

## Figuren des Düsseldorfer Karnevals

### Büttenredner
- Blöd & Blöd
- Duo Novi
- Hansi – der rheinische Spassvogel
- Peter Fassbender als „Der Bundeswehrsoldat“
- Pitt un Joe
- Die Frau vom Döres
- Manni der Rocker
- Winfried Ketzer
- Der Leo
- Die Erdnuss
- Kofferduo
- Der bergische Löwe (Jürgen Hilger)
- Wolfgang Reich
- Ne bonte Pitter
- Tulpen Heini
- Rogi
- Schneider Wibbel (Jürgen Hilger)
- Et Fiemännche (Jürgen Hilger)

### Sänger und Musikgruppen
- 2 Diddis
- Achim und Olli (inaktiv)
- Alt Schuss
- Angerwasser
- BoB die Band ohne Bart (inaktiv)
- Dä Radschläger
- De Düwelsches
- De Fetzer
- De Mukeköpp
- De Rhingschiffer
- Der Joker alias Dirk Kögeler
- Die Drei Köbesse
- Die Düssel-Disharmoniker
- Die Ritter von de Ritterstroß
- Hally Gally
- Hammer Fanfarencorps, Bundesfanfarencorps Düsseldorf-Hamm e. V.
- KG Regenbogen
- K&K LattenSchuss
- Klaus Heylen
- Kokolores
- Linsending
- Michael Hermes
- Rheinfanfaren
- Rhingjold
- Swinging Funfares
- The Fantastic Company
- Werstener Music Company

### Tanzgarden
- Die Tanzgarde der Prinzengarde der Stadt Düsseldorf „Blau-Weiss“ e. V. 1927, Leibgarde der Prinzessin Venetia
- Die Perlen von Rosenkranz
- Die Tanzgarde der Karnevalsfreunde der Katholischen Jugend (KaKaJu), Stadtgarde der Landeshauptstadt Düsseldorf
- „Die Funkies“ Tanzgruppe der Unterrather Funken Blau-Gelb 1950 e. V.
- Tanzsportclub Rhein Stars Düsseldorf e. V.
- Die Tanzsportformation Düsselsterne e. V.
- Die Kinder- und Jugendtanzgruppe der Gerresheimer Bürgerwehr 1956 e. V.
- Das Gardetanzpaar der KG Regenbogen e. V.

### Männerballette, Travestie
- Die BalleRhinos
- Freifrau von Kö
- Funkenflug der KG Unterrather Funken blau gelb

## Düsseldorfs Närrische Parolen von 1928 bis heute
- 1928 Düsseldorf wie et wor, wie et es, wie et wöhd
- 1929 Karikadz oder Die Karikatur der Zeit
- 1930 Märchen
- 1931 Nu, wat denn …
- 1932 Kein Rosenmontagszug, daher kein Motto
- 1933 Et wöhd besser
- 1934 Alles onger eene Hoot
- 1935 Von Jan Wellem bis heut, mer kriege Freud
- 1936 Düsseldorf mäkt mobil
- 1937 Lachendes Volk
- 1938 Jeck von Z–A
- 1939 Drunter und drüber
- 1940–1945 Kriegsjahre, kein Motto
- 1946 Kein Rosenmontagszug, daher kein Motto
- 1947 Alles Zirkus
- 1948 Mir sind widder do
- 1949 Närrische Parade
- 1950 Has du en Ahnung – alles Planung
- 1951 Lachen über alle Grenzen
- 1952 Ganz Düsseldorf schlägt Rad
- 1953 Kongress der Narretei
- 1954 Schlaraffenland Düsseldorf
- 1955 Weltgeschehen – närrisch gesehen
- 1956 Närrischer Paprika
- 1957 Vom Neandertaler zum Steuerzahler
- 1958 Jan Wellem und seine Söhne
- 1959 Märchenzoo Düsseldorf
- 1960 Das ist der Gipfel
- 1961 Wenn wir alle Engel wären
- 1962 Karneval International
- 1963 Man soll es nicht für möglich halten
- 1964 Zu schön, um wahr zu sein
- 1965 Das darf nicht wahr sein
- 1966 Freude für die ganze Welt
- 1967 In Düsseldorf geht’s rund
- 1968 Mensch, ärgere dich nicht
- 1969 In der Narrheit liegt die Wahrheit
- 1970 Treffpunkt der Welt
- 1971 Düsseldorf im Jahre 2000
- 1972 Närrisches Spiel ohne Grenzen
- 1973 Märchen aus „1001 Nacht“
- 1974 Heut’ und anno dazumal – Modestadt im Karneval
- 1975 Kinder, wie die Zeit vergeht
- 1976 Festival der Freude
- 1977 Närrischer Klimbim
- 1978 Darum ist es am Rhein so schön
- 1979 Düsseldorfer Milieu – vom Schlossturm bis zur Kö
- 1980 Lommer op’m Teppich blieve
- 1981 Ich weiß nicht, was soll es bedeuten
- 1982 M’r moss och jönne könne
- 1983 Lott d’r Mot net senke
- 1984 Alles Theater, Theater…
- 1985 Mer make jet met
- 1986 Was uns noch alles blüht
- 1987 699 Jahre blühende Phantasie
- 1988 Düsseldorf – je öller, je döller
- 1989 Dat mer dat noch erläwe dürfe
- 1990 Von nix kütt nix
- 1991 Wie einst im Mai
- 1992 Endlich widder jeck
- 1993 Ejal wat dröckt – et wöhd jejöckt
- 1994 Die Welt lacht und tanzt in Düsseldorf
- 1995 Nase voll – trotzdem doll
- 1996 Der Globus eiert – Düsseldorf feiert
- 1997 Dat schlucke mer och noch
- 1998 Mer trecke all an eene Strang
- 1999 Jätz wöhd noch flöck de Mark verjöckt
- 2000 Mer jubiliere on fiere
- 2001 Jede Jeck is anders
- 2002 Närrische Olympiade in Düsseldorf
- 2003 Läwe on läwe lasse
- 2004 Wat kütt, dat kütt
- 2005 Düsseldorf – bunt wie die Welt
- 2006 Nit quake – make
- 2007 Düsseldorfs närrische Illusionen
- 2008 Mer kann och alles öwerdriewe
- 2009 Do bess de platt
- 2010 Jeck – we can
- 2011 Jebuddelt, jebaggert, jebützt
- 2012 Hütt dommer dröwer lache
- 2013 Och dat noch!
- 2014 Düsseldorf mäkt sech fein
- 2015 Traumhaft jeck
- 2016 Düsseldorf – scharf wie Mostert
- 2017 Uns kritt nix klein – Narrenfreiheit, die muss sein
- 2018 Jeck erst recht
- 2019 Düsseldorf – gemeinsam jeck
- 2020 Unser Rad schlägt um die Welt
- 2021 Jede Jeck is anders
- 2022 Närrische Olympiade in Düsseldorf
- 2023 Läwe on läwe lasse
- 2024 Wat et nit all jöwt …
- 2025 200 Johr – Hütt on wie et wor

## Film
- 2015: Die große Narrenfreiheit. Ein Dokumentarfilm über Jacques Tilly und den Düsseldorfer Karneval[15][16]